# Epidendrum frutex
Epidendrum frutex är en orkidéart som beskrevs av Heinrich Gustav Reichenbach. Epidendrum frutex ingår i släktet Epidendrum och familjen orkidéer. Inga underarter finns listade i Catalogue of Life.